# Лозова (Тернопільський район)

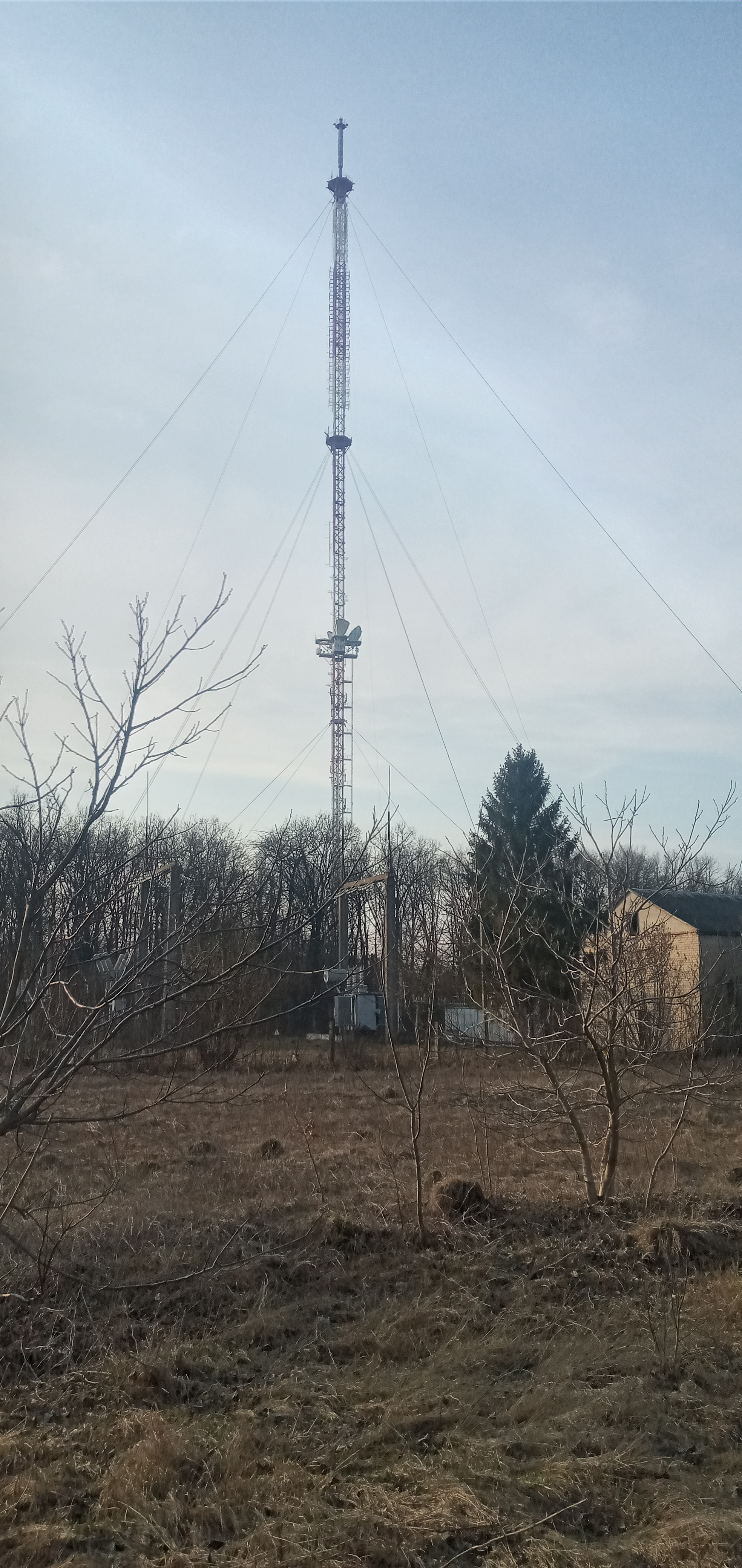
Телевежа у с. Лозова

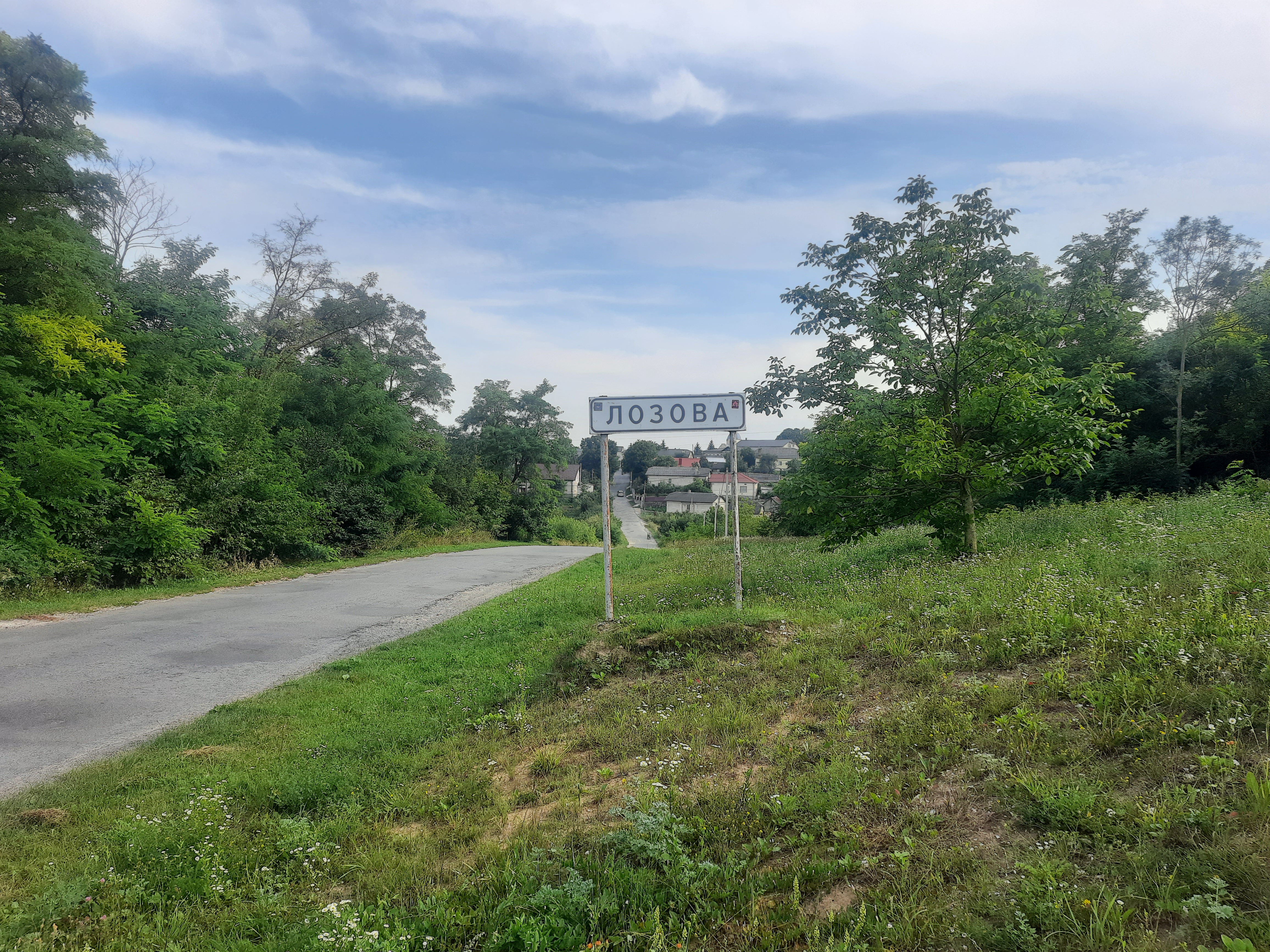
Дорожній знак при вїзді в село

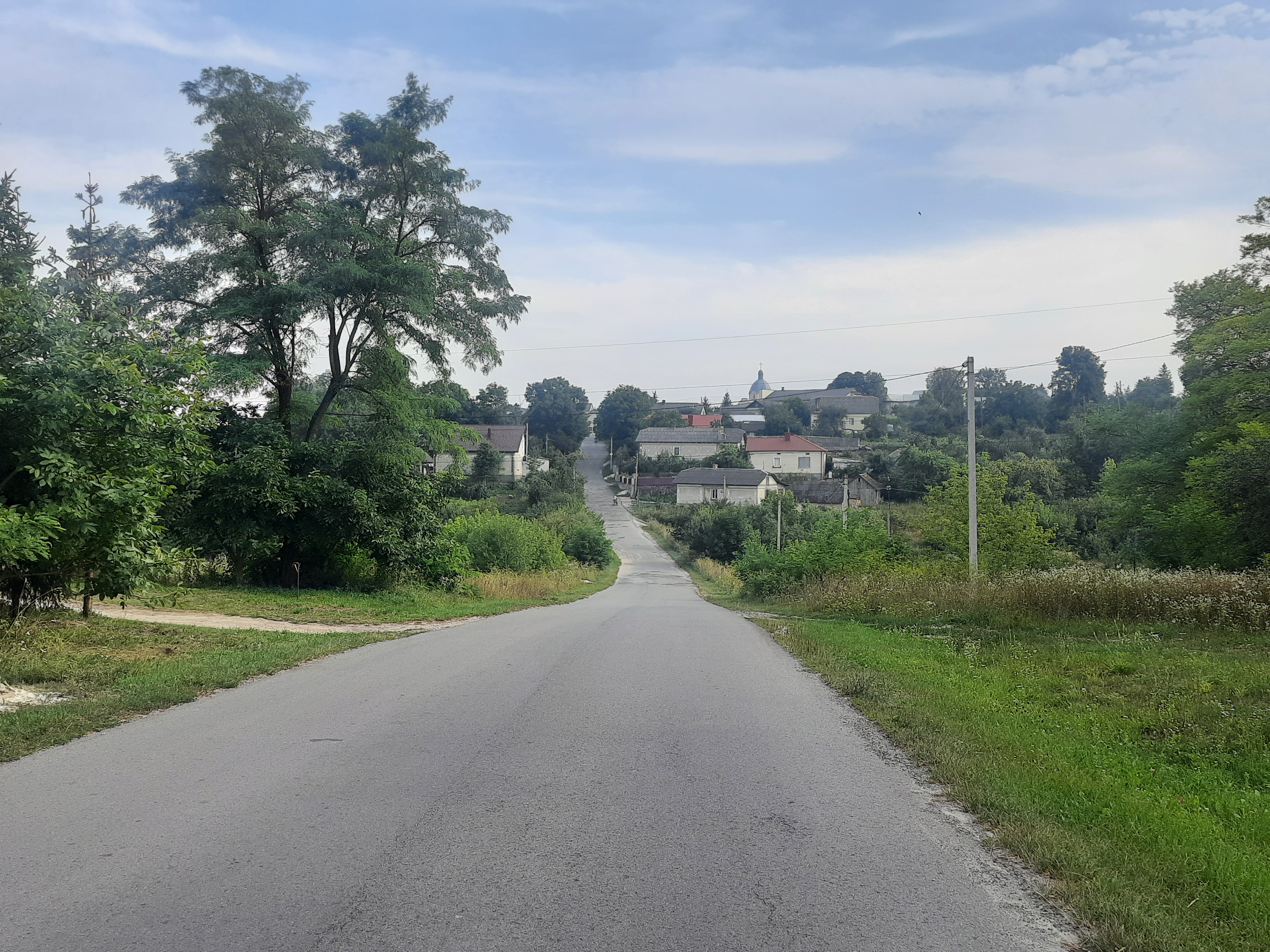
Вигляд на село з пагорба

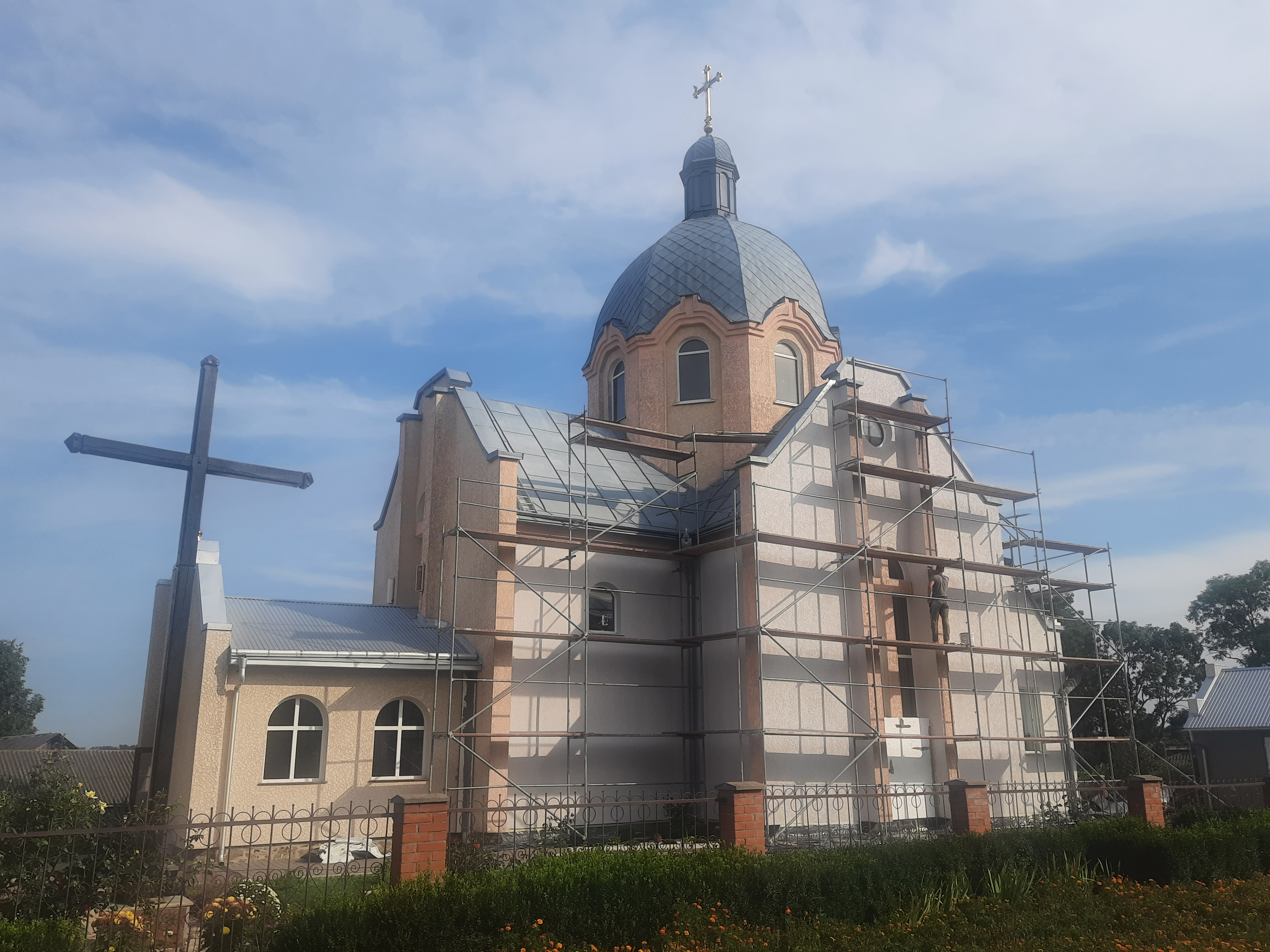
Церква Святих Верховних Апостолів Петра і Павла

Лозова́ — село в Україні, у Байковецькій сільській громаді Тернопільського району Тернопільської області. Розташоване на річці Гніздечна, в центрі району.
До 2015 року — центр Лозівської сільської ради, якій було підпорядковане село Курники. Від вересня 2015 року ввійшло у склад Байковецької сільської громади.
Населення — 656 (2015).
У селі є телевежа висотою 256,01 м (1980). Поблизу Лозової ймовірно розташовувалося село Сабачиха.

## Археологія
Поблизу Лозової виявлено археологічні пам'ятки трипільської та давньоруської культур.

## Історія
Назва села походить від місця розташування — у лозах, верболозах.
Перша письмова згадка припадає на 9 липня 1463 року. В цей день у Луцьку три брати – Василь, Семен і Солтан Васильовичі, «отчині і дідичі Збаразькі» (сини князя Василя Федоровича Несвізького) офіційно поділили батьківські маєтки. У цьому документі перераховано переважно більшість сіл Збаражчини (і не тільки), що відійшли князям.
Зокрема, Василю Васильовичу – містечко Збараж і села Опрілівці, Лозова, Охрімівці, Чернихівці, Верняки, Залужжя, Литовський Кут (біля с. Новики), Рябчинці (на схід від Базаринець), Тарасівка, Розношинці, Мусорівці, дві Стриївки та інші села в інших районах області. Семену Васильовичу – містечко Колодно і села Добриводи, Іванчани, Новики, Олишківці, Гніздичне, Шимківці, Глубичок та інші села переважно у Зборівському районі. Третьому, Солтану Васильовичу, – два Бутини, два Вишнівці, Решнівка (після матері) та інші села переважно на Шумщині та Лановеччині.
Процитований документ зберігається в архіві князів Любартовичів Сангушків у Славуті (Archiwum książąt Lubartowiczow Sanguszkow w Sławucie. T.1 1366-1506. S.53).  
на 1463 рік, де описується поділ маєтності між збаразькими князями — Василієм, Семеном і Солтаном. Згідно з актом поділу село належало до Василія, а в другій половині XVI століття було власністю Олександра Збаразького.
У XVI століття поблизу села проходив польсько-литовський кордон і до кінця XIX століття біля Лозової і Шляхтинців зберігався прикордонний стовп, поділений на чотири частини: у верхній частині правої сторони було зображено голову вола, у нижній частині — однораменний хрест; у верхній частині лівої сторони — двораменний хрест, у нижній — будинок.
Поряд із селом проходив Кучманський шлях і ймовірно, що через часті напади татар село не змогло чисельно зростати. Зокрема, у наступній згадці про заселеність території на початку XVII століття подають дані, що село налічувало 41 будинків.
При головній дорозі стояла церква Святого Михайла, дах якої був вкритий гонтою, з окремою дзвіницею, яка збудована у 1656 році. Її ймовірно збудував один з князів Вишневецьких, який володів селом. Поряд був старий цвинтар. Зараз на цьому місці знаходиться сільрада та правління сільськогосподарського підприємства. Через дорогу на більш вищому місці у 1862 р., збудований костел св. Станіслава із дзвіницею, обгороджений кам'яним муром.  З невідомих досі причин у 1917 році церква була розібрана.
До кінця XIX століття земельна власність належала графині Ол. Борковській, у 1910 році, — Володиславу Федоровичу — громадсько-політичному і культурно-просвітницькому діячеві.
У 1880 році в селі мешкало 745 осіб, з них 145 греко-католиків, 600 латинників. Попри те, розмовною мовою була українська. У селі були однокласна школа, фільварок, водяний млин, ставок і корчма.
У 1932 році працювала двокласна школа і млин, який вже був моторно-бензиновий.
У польському народному домі активно діяли осередки польських товариств: «Малопольське землеробне товариство», «Добровільна пожежна охорона», «Союз сільських господинь», «Товариства школи народної», «Союз стрільців». Особливий статус мала організація «Союз стрільців», що тероризувала українське населення села та навколишніх сіл. Власністю товариства землеробів була цегольня. Цікавий артефактом її діяльності є цегла з латинським логотипом «lozova», з якої збудовано народний дім, школу (1912 р.), деякі приватні будинки.
1 серпня 1934 року в рамках реформи було утворено гміну з центром в Лозовій, куди ввійшли: с. Байківці, с. Курники, с. Шляхтинці, с. Русанівка, с. Стегниківці.
З приходом радянської влади почалися репресії. 10 лютого 1940 року відбулось примусове виселення з села, що стосувалося польського населення (військових осадників, вартової охорони лісів і членів їх сімей), хоча туди потрапили й українці та змішані сім'ї. Внаслідок цього з Лозови депортували 98 осіб.
Під час німецько-радянської війни в Червоній армії загинули або пропали безвісти 24 уродженці села. В ОУН і УПА перебували, загинули та були репресовані радянською владою 15 осіб.
Трагічні були для лозівчан дні святкування католицького Різдва. В ніч з 28 на 29 грудня 1944 року в селі було вбито 106 осіб, здебільшого поляків за національністю. Деякі польські джерела вказують, що напад здійснила сотня УПА «Бурлаки», яка чотири дні перед тим провела таку акцію у селі Ігровиця. Згідно зі спогадами офіцера КДБ Дмитра Чернігівського, цю акцію провів підрозділ НКВС, переодягнений на бандерівців. В користь цього твердження є такі факти: нападники розмовляли російською мовою; у селі тоді відбувся бій між цією так званою «сотнею» та базою «стрибків». Через кілька годин прибув бронепоїзд, який обстріляв село. Цікаво, що під час цього бою втрат з обох сторін не було. Стає очевидним, що НКВС використав назву легендарної сотні «Бурлаки», щоб очорнити українську визвольну боротьбу в особі ОУН і УПА та зіткнути у збройному протистоянні український та польський народи.
31 грудня відбулося поховання лозівчан у братській могилі.
Протягом першої половини 1945 року ті, хто вважав себе за поляка, виїхали до Польщі, оскільки ознакою національності вважалося римо-католицьке віросповідання, хоча багато з них не знали польської мови та спілкувалися українською. На їх місце прибули українці, депортовані з етнічних земель, які внаслідок офіційної домовленості між СРСР та Польщею, відійшли останній. Це були українці з Грубешівського, Любачівського, Рава-Руського, Сяноцького, Сокальського, Ярославського та Томашівського повітів.
8 червня 1947 року в селі Лозова допитано та побито емгебістами учнів 4-го класу, які ніби то написали кличі проти Сталіна на залізничному мості. 5 липня 1947 року відбувся бій між групою більшовиків та чотирма повстанцями. 10 серпня 1947 року в селі МДБ кількістю 150 осіб провели велику облаву, під час якої викидали з горищ та стодол усе збіжжя та солому.
у 1948 році костел став функціонувати як церква, яку у 1960-х роках закрили, зробивши склад для колгоспних потреб. Проте і після цього комуністичне керівництво району не зупинилось. У 1975 року величну будівлю костелу (церкви) зруйнували як таку, що не має архітектурного та історичного значення. До цього не в останню чергу мали відношення дехто із господарників, яких «благословило» на це районне керівництво. Згадкою і єдиним пам'ятником залишились каштани, що колись росли біля храму. Одночасно зникли фігури, що були звезені на шляхтинецький цвинтар, як непотріб.
У 1980 році в Лозовій збудували телевежу висотою 256 м.
На місці церкви (костелу), у 1987 році, збудували середню школу, а поряд у 1999 році церкву святих Петра і Павла. Встановлено пам'ятний хрест для захисту від стихійних лих.
11 лютого 1990 року в селі створений осередок Народного руху України, за ініціативи якого був створений оргкомітет по будівництву церкви та відновлена фігура Божої матері біля залізничної зупинки.
18 червня 1995 року відбулось перезахоронення із сотні вояків «Бурлаки», які загинули навесні 1945 року у шляхтинецькому лісі в бою з каральним загоном. Їх виявили на обійсті Андрія Мацка.
12 червня 2020 року, відповідно до розпорядження Кабінету Міністрів України № 724-р «Про визначення адміністративних центрів та затвердження територій територіальних громад Тернопільської області» увійшло до складу Байковецької сільської громади.
19 липня 2020 року, в результаті адміністративно-територіальної реформи та ліквідації Тернопільського району, село увійшло до складу новоутвореного Тернопільського району.

## Символіка
Рішення сесій сільської ради №8/6/11 «Про затвердження офіційної символіки Байковецької територіальної громади, сіл Байковецької територіальної громади та Положення про зміст, опис Гербів, Прапорів Байковецької територіальної громади, сіл Байковецької територіальної громади та порядок їх використання» від 26.02.2021 [Архівовано 24 жовтня 2021 у Wayback Machine.]

### Герб
Щит розділений вертикально на три частини: дві вузькі білі по краях і основна червона посередині. На білих смугах розміщено гілки лози, у центрі основні елементи гербу Корибут: на червоному полі золотий півмісяць рогами додолу з золотою 6-променевою зіркою під ним; на півмісяць спирається золотий хрест з перехрещеними боковими та верхнім кінцями. Щит вписаний в декоративний картуш і увінчаний золотою сільською короною. Унизу картуша написи «ЛОЗОВА» і  «1463».

### Прапор
Квадратне полотнище, яке складається з трьох частин, які повторюють кольори, пропорції та елементи Герба

### Тлумачення символіки
Основні елементи використаної символіки взяті з герба Корибут, до якого належав перший відомий власник села Василь Збаразький. Лоза символізує місце, на якому виникло село.

## Населення
Згідно з переписом УРСР 1989 року чисельність наявного населення села становила 666 осіб, з яких 315 чоловіків та 351 жінка.
За переписом населення України 2001 року в селі мешкало 649 осіб.
Станом на 19 жовтня 2023 року у селі проживає 608 жителів.

### Мова
Розподіл населення за рідною мовою за даними перепису 2001 року:
| Мова       | Відсоток |
| ---------- | -------- |
| українська | 99,85 %  |
| болгарська | 0,15 %   |

## Символіка
Попередній герб та прапор були затверджені 21 грудня 2017р. рішенням №496 XXVIII сесії сільської ради VII скликання.Автор — С. Ткачов.
Сучасна символіка села була затверджена. рішенням сесії сільської ради.26 лютого 2021 року 

### Герб
Щит розділений вертикально на три частини: дві вузькі білі по краях і основна червона посередині. На білих смугах розміщено гілки лози, у центрі основні елементи гербу Корибут: на червоному полі золотий півмісяць рогами додолу з золотою 6-променевою зіркою під ним; на півмісяць спирається золотий хрест з перехрещеними боковими та верхнім кінцями. Щит вписаний в декоративний картуш і увінчаний золотою сільською короною. Унизу картуша написи «ЛОЗОВА» і «1463».

### Прапор
Квадратне полотнище, яке складається з трьох частин, які повторюють кольори, пропорції та елементи Герба

### Тлумачення символіки
Основні елементи використаної символіки взяті з герба Корибут, до якого належав перший відомий власник села Василь Збаразький. Лоза символізує місце, на якому виникло село.

## Пам'ятки
- церква святих верховних апостолів Петра і Павла (1999, мурована).

Встановлено пам'ятний хрест для захисту від стихійних лих.

## Соціальна сфера
Діють загальноосвітня школа I-III ступенів, Будинок культури, бібліотека, ФАП, ветеринарна дільниця.
23 грудня 2017 року «Програма  USAID Ukraine» відкрила першу сільську автоматизовану обсерваторію у  Байковецькій об'єднаній громаді. В селі Лозова оснастили опорну школу астрономічним спорядженням. Завдяки потужному телескопу, планетарію та спеціальному комп'ютерному забезпеченню школярі та дорослі зможуть побачити космос зблизька. Окрім шкільних занять, астрономічний гурток мають можливість відвідувати близько 30 дітей з усієї громади. При цьому, приймати у себе охочих дітей тут готові із Тернополя та сусідніх областей.

## Відомі люди

### Народилися
- поет, перекладач, інженер-конструктор — Володимир Кирилович Дячун (1947),
- громадсько-політичний діяч і педагог А. Костик (1954),
- керівник с/г підприємства Н. Янкевич (1967),
- засновник осередку НРУ та перший голова ТОО «Тризуб» імені С. Бандери, краєзнавець — Олег Стефанишин (1968),
- польський художник М. Стронський (1892—1977);

### Працювали
- пастирював  - український громадсько-політичний, культурний діяч та етнограф Григорій Барвінський;
- релігійний діяч та літератор — Олександр Малицький;
- український історик, гром.-освіт. діяч - Богдан Головин;
- археолог і краєзнавець Микола Левчук;
- перебували поет Маврицій Гославський;
- пастор української лютеранської церкви, викладач Вісконтського університету та меценат (подарував школі комп'ютери у 1989 р,) Ярослав Шепелявець;
- народний депутат України 2-го скликання Роман Купер.